# 펜트하우스 2
《펜트하우스 2》는 2021년 2월 19일부터 2021년 4월 2일까지 방영된 SBS 금토 드라마이다.

## 기획 의도
채워질 수 없는 일그러진 욕망으로 집값 1번지, 교육 1번지에서 벌이는 서스펜스 복수극! 자식을 지키기 위해 악녀가 될 수 밖에 없었던 여자들의 연대와 복수를 그린 드라마!

## 시청률
최저 시청률과 최고 시청률은 시청률 조사회사와 지역별로 시청률에 차이가 있을 수 있습니다.
| 2021년      | 2021년      | 2021년         | 2021년         | 2021년       | 2021년 |
| 회차        | 방송일      | TNmS 시청률    | AGB 시청률     | AGB 시청률   |        |
| 회차        | 방송일      | 대한민국(전국) | 대한민국(전국) | 서울(수도권) |        |
| ----------- | ----------- | -------------- | -------------- | ------------ | ------ |
| 제1회       | 2월 19일    | 15.1%          | 16.7%          | 17.3%        |        |
| 제1회       | 2월 19일    | 17.9%          | 19.1%          | 19.9%        |        |
| 제2회       | 2월 20일    | 13.8%          | 15.1%          | 15.6%        |        |
| 제2회       | 2월 20일    | 18.0%          | 20.4%          | 21.0%        |        |
| 제3회       | 2월 26일    | 17.8%          | 18.9%          | 19.7%        |        |
| 제3회       | 2월 26일    | 20.6%          | 22.3%          | 22.8%        |        |
| 제4회       | 2월 27일    | 17.7%          | 18.8%          | 20.3%        |        |
| 제4회       | 2월 27일    | 22.8%          | 24.0%          | 26.1%        |        |
| 제5회       | 3월 5일     | 18.1%          | 20.9%          | 22.5%        |        |
| 제5회       | 3월 5일     | 21.3%          | 24.4%          | 25.5%        |        |
| 제6회       | 3월 6일     | 20.4%          | 22.4%          | 22.8%        |        |
| 제6회       | 3월 6일     | 24.3%          | 26.9%          | 27.5%        |        |
| 제7회       | 3월 12일    | 18.8%          | 19.4%          | 20.4%        |        |
| 제7회       | 3월 12일    | 22.1%          | 23.5%          | 24.3%        |        |
| 제8회       | 3월 13일    | 19.2%          | 19.9%          | 21.6%        |        |
| 제8회       | 3월 13일    | 23.5%          | 24.8%          | 26.1%        |        |
| 제9회       | 3월 19일    | 19.4%          | 20.8%          | 22.1%        |        |
| 제9회       | 3월 19일    | 21.5%          | 23.6%          | 24.7%        |        |
| 제10회      | 3월 20일    | 18.9%          | 20.3%          | 21.2%        |        |
| 제10회      | 3월 20일    | 24.1%          | 26.6%          | 27.0%        |        |
| 제11회      | 3월 26일    | 20.7%          | 21.5%          | 22.4%        |        |
| 제11회      | 3월 26일    | 24.1%          | 25.2%          | 26.3%        |        |
| 제12회      | 3월 27일    | 21.8%          | 22.9%          | 24.5%        |        |
| 제12회      | 3월 27일    | 26.6%          | 29.2%          | 30.6%        |        |
| 제13회      | 4월 2일     | 20.7%          | 21.5%          | 21.9%        |        |
| 제13회      | 4월 2일     | 23.4%          | 25.5%          | 25.2%        |        |
| 제13회      | 4월 2일     | 24.2%          | 25.8%          | 26.0%        |        |
| 평균 시청률 | 평균 시청률 | 20.6%          | 22.2%          | 23.2%        |        |

## 연장
- 펜트하우스 2 방영 분량이 12부작에서 1회 연장되어 13부작으로 변경 및 확정되었다.
- 마지막회인 13부는 11시 30분까지 연장하여 방송하며, 3부로 분할되었다.
- 마지막회 다음날인 4월 3일, 펜트하우스 시즌2 히든룸 스페셜 방송이 진행되었다.

## 참고 사항
- 펜트하우스 시즌 2에 특별 출연하는 김수민 아나운서가 자신의 개인 브이로그에 시놉시스 일부와 대본 리딩 영상을 올려 스포일러 논란에 휩싸였다.
- 시즌1 당시 오프닝 곡은 Main Title (아찔하게 높고 아득하게 먼 그 곳)이었지만, 시즌2 오프닝 곡은 HEDY - Life으로 변경했다. 다만 엔딩곡은 시즌1하고 동일하나 HEDY - Life, 하진 - Crown 등이 연달아 나온다.
- 1회, 4~6회, 9~13회 방송분은 청소년 보호법 상 19세 시청가로 방송되었다.[3][4]

## OST
- Part.1 임창정 - 되풀이 (2021.03.09 발매)
- Part.2 임창정 - 이게 바로 나아 (2021.03.18 발매)
- Part.3 이예준 - 늪 (2021.03.26 발매)

## 같이 보기
- 대한민국의 텔레비전 드라마 목록 (ㅍ)
- 2021년 대한민국의 텔레비전 드라마 목록
- 펜트하우스
- 펜트하우스 3